# Voortrekker
Los voortrekkers (afrikáans: pioneros, literalmente «los que avanzan primero») fueron granjeros blancos (afrikáneres), conocidos como bóeres, que en las décadas de 1830 y 1840 emigraron en una serie de movimientos de diferentes contingentes, dirigidos por distintos líderes en un proceso que se conoce como Gran Trek (en afrikáans Groot Trek, «Gran Migración») desde la Colonia del Cabo, controlada por los ingleses a territorios anteriormente poblados por negros (y entonces despoblados a causa de la difaqane originada por el rey zulú Shaka) que se encontraban al norte del río Orange en lo que hoy es Sudáfrica.